# 沃爾弗頓 (明尼蘇達州)
沃爾弗頓（英語：Wolverton）是一個位於美國明尼蘇達州威爾金縣的城市。

## 人口
根據2020年美國人口普查的數據，沃爾弗頓的面積為0.905平方千米，皆為陸地。當地共有人口128人，而人口密度為每平方千米141人。